# 小行星10208
小行星10208（10208 Germanicus）是一颗绕太阳运转的小行星，为主小行星带小行星。该小行星于1997年8月发现。

## 轨道参数
小行星10208的轨道半长轴为334 371 558 km（2.2351040 UA），离心率为0.202。